# Партизански отряд „Цвятко Радойнов“
Партизански отряд „Цвятко Радойнов“ е подразделение на Пета Старозагорска въстаническа оперативна зона на НОВА по време на партизанското движение в България (1941-1944). Действа в района на Казанлък.
Партизански отряд „Цвятко Радойнов“ е формиран в Казанлъшко през юни 1944 г. Наименуван е на загиналия ръководител на Централната военна комисия на БРП (к), Цвятко Радойнов. Командир на отряда е Тодор Чернев, политкомисар Георги Михайлов. 
През юли 1944 г. влиза в състава на Партизанска бригада „Георги Димитров“. По време на правителствената офанзива през август, води тежки боеве в Крънския балкан. 
На 9 септември 1944 г. участва в установяване управлението на ОФ в Казанлъшко.